# Новое Задубенье
Новое Задубенье — деревня в Унечском районе Брянской области в составе Ивайтёнского сельского поселения.

## География
Находится в центральной части Брянской области на расстоянии приблизительно 25 км на восток по прямой от вокзала железнодорожной станции Унеча.

## История
Упоминалась с 1702 года как деревня, владение Молчанов, позднее Журмана, Гудовичей и других). До 1781 входила в состав Бакланской сотни Стародубского полка. В середине XX века работал колхоз "Новый боец", позднее колхоз им. Мичурина. В 1859 году здесь (деревня Мглинского уезда Черниговской губернии) учтено было 30 дворов, в 1892—64.

## Население
Численность населения: 177 человек (1859 год), 473 (1892), 405 человек (русские 99 %) в 2002 году, 336 в 2010.